# مرتضی پاشایی
مرتضی پاشایی (۲۰ مرداد ۱۳۶۳ – ۲۳ آبان ۱۳۹۳) خوانندهٔ ایرانی بود. او از کودکی به موسیقی علاقه‌مند شد و کارش را به‌صورت حرفه‌ای از اواخر دههٔ ۱۳۸۰ آغاز کرد. پاشایی پس از گرفتن مجوز از وزارت فرهنگ و ارشاد اسلامی، با آلبوم یکی هست (۱۳۹۱) در میان مردم شناخته شد. او در سال ۱۳۹۲ تک‌آهنگ «جاده یک‌طرفه» را منتشر کرد و سال بعد بر اثر سرطان معده درگذشت.

## زندگی و فعالیت هنری

### ۱۳۶۳–۱۳۸۱ اوایل زندگی
مرتضی پاشایی، در تاریخ ۲۰ مرداد ۱۳۶۳ در صادقیه تهران و در یک خانواده چهار نفره به دنیا آمد. پدرش همدانی است. او از کودکی به موسیقی علاقه‌مند بود و موسیقی را از سیزده سالگی با نواختن گیتار آغاز کرد و سپس به یادگیری پیانو پرداخت. مرتضی پاشایی علاوه بر موسیقی، به بازیگری نیز علاقه‌مند بود و در دوران مدرسه در چند تئاتر به ایفای نقش پرداخت کرد. پاشایی همچنین مدتی به کلاس‌های بازیگری و تئاتر حمید سمندریان می‌رفت. مرتضی پاشایی تنظیم را نیز به صورت خودآموز فرا گرفت و دوران سربازی خود را در شهر کرمانشاه گذراند. وی دانشجو رشته گرافیک دانشگاه آزاد اسلامی بود.

### ۱۳۸۴–۱۳۸۸ ورود به موسیقی
مرتضی پاشایی، در اواسط دهه ۸۰ از طریق آگهی روزنامه با یک شرکت موسیقی آشنا و سپس وارد همکاری شد. پاشایی در زمان حضورش در آن شرکت موسیقی با مهرزاد امیرخانی آشنا شد، کسی که تنها ترانه‌سرای ثابت آثار پاشایی تا زمان مرگش بود. حاصل همکاری پاشایی و امیرخانی یک مجموعه آلبوم و چند تک آهنگ بود که برخی از آن‌ها تا پیش از درگذشت مرتضی پاشایی منتشر نشده بودند. قطعه «می‌بخشم»، اولین تک آهنگ مرتضی پاشایی بود که با آهنگ و تنظیم پاشایی و ترانهٔ مهرزاد امیرخانی در سال ۱۳۸۶ منتشر شد. پس از ساخت و انتشار چند تک آهنگ، مرتضی پاشایی از آن شرکت موسیقی خارج شد و تصمیم گرفت به صورت مستقل به فعالیتش در زمینه موسیقی ادامه دهد.

### ۱۳۸۸ آغاز فعالیت حرفه‌ای
مرتضی پاشایی، پس از خروج از آن شرکت، به همراه مهرزاد امیرخانی استودیوی شخصیشان را بنا کردند و به ساخت آهنگ پرداختند. آن‌ها در سال‌های اول فعالیت هنریشان هم‌خانه بودند و در استودیشان که در یک زیرزمین قرار داشت، زندگی می‌کردند. پاشایی در سال ۱۳۸۹ شروع به انتشار اینترنتی تک آهنگ‌هایش کرد و میان این تک آهنگ‌ها، قطعه «یکی هست» مورد استقبال واقع شد و پاشایی پس از انتشارش به شهرت رسید.
همیشه از «یکی هست» تعریف می‌کردیم و می‌دانستیم که قطعه زیباییست اما بشخصه انتظار نداشتم تا این حد محبوب شود. همیشه در کنسرت‌هایم گفته‌ام که «یکی هست» دلیل آشنایی من و مردم است.— مرتضی پاشایی دربارهٔ آهنگ «یکی هست»
پاشایی، برای اولین بار در سال ۱۳۸۹ به روی صحنه رفت و به اجرای قطعاتش پرداخت. او سه سانس کنسرت در مشهد و جزیره خارگ برگزار کرد که با استقبال خوبی مواجه شد، به طوری که که تمام بلیت‌های آن به فروش رسید و بیش از ۲۰۰۰ نفر در این کنسرت‌ها حضور پیدا کردند. به گفته مرتضی پاشایی، او مجوز کنسرتش را پیش از مجوز آلبومش دریافت کرد و زمانی به روی صحنه رفت که تنها ۴ ماه از آغاز فعالیت رسمی و انتشار قطعاتش گذشته بود.
من از بچگی به ناصر حجازی علاقه داشتم و رفتنش خیلی از مردم را ناراحت کرد. من هم یکی از آن‌ها بودم و تصمیم گرفتم قطعه‌ای را به یادش بخوانم و به او تقدیم کنم.
مرتضی پاشایی
 مرتضی پاشایی، همچین ترانه «تو راست میگی» و «مثل شیشه» را در برای سریال مثل شیشه خواند. این اولین باری بود که مرتضی پاشایی، تیتراژ پایانی یک مجموعه تلویزیونی را می‌خواند.
پاشایی اولین آلبوم رسمی اش به نام «یکی هست» را پس از اخذ مجوز از وزارت فرهنگ و ارشاد اسلامی در مهر ماه ۱۳۹۱ منتشر کرد و به جمع خوانندگان دارای آلبوم پاپ ایران پیوست. او پس از محبوب شدن قطعه «یکی هست»، اولین آلبوم رسمی اش را به همین نام نامگذاری کرد. پاشایی در اولین آلبومش از سبک‌های مختلفی استفاده کرد. تک آهنگ «آرزو» که در این آلبوم قرار داشت، تنها قطعه مرتضی پاشایی در سبک راک بود. پاشایی در ساخت این آلبوم، علاوه بر مهرزاد امیرخانی (به عنوان ترانه‌سرا) با میلاد ترابی، پازل بند و علی بحرینی نیز همکاری داشت. تعدادی از سایت‌ها و خبرگزاری‌های موسیقی پس از انتشار اولین آلبوم مرتضی پاشایی، به پوشش اخبار و نقد و بررسی آن پرداختند.
مرتضی پاشایی، اولین کنسرتش پس از انتشار آلبوم یکی هست را در شهر زنجان برگزار کرد و سپس به همراه محمد علیزاده، یک کنسرت خیریه در شهر قزوین برگزار کرد و به اجرای قطعاتش پرداخت. پاشایی سپس اولین کنسرتش در شهر تهران را در تاریخ ۲۱ اسفند ماه ۱۳۹۱ و در سالن نمایشگاه بین‌المللی برگزار کرد.پوریا پورسرخ از مهمانان این کنسرت بود. پاشایی همچنین در سال ۱۳۹۱ از اولین مهمانان برنامه «خوشا شیراز» با مجری‌گری علی ضیا بود که به همراه امیر جعفری در آن حضور پیدا کرد و به اجرای زنده قطعه «یکی هست» پرداخت.
پاشایی برای دفعات متعددی نیز در برنامه‌های رادیویی حضور یافت و به اجرای زنده قطعاتش پرداخت.
مرتضی پاشایی در آذر ۱۳۹۲ به تشخیص پزشکان به بیماری سرطان معده مبتلا شد. مدیر برنامه و مدیر تیم رسانه‌ای پاشایی در ابتدا بیماری مرتضی پاشایی را زخم معده‌ای ساده عنوان کرد اما خبر ابتلای مرتضی پاشایی به سرطان معده، توسط پرسنل بیمارستان به بیرون درج کرد و پاشایی نیز در نهایت این خبر را تأیید کرد. به دستور پزشک معالج، او باید سریعاً تحت عمل جراحی قرار می‌گرفت با این حال پاشایی که از قبل به دنبال کنندگان و دوست‌دارانش وعده تک آهنگی به نام «بغض» را داده بود، یک روز پیش از عمل جراحی با اصرار زیاد از پزشک معالجش مجوز گرفت تا ضبط آهنگ را را انجام دهد و سپس مورد عمل جراحی معده قرار گرفت. عملی که موفقیت‌آمیز واقع نشد و برای جلوگیری از پخش شدن بیماری در دیگر قسمت‌های بدن، به صورت نیمه‌کاره رها شد. پاشایی پس از مرخص شدن از بیمارستان تنظیم قطعه «بغض» را تمام کرد و پس از مطلع شدن از درگذشت همسر بنیامین بهادری در یک سانحه رانندگی، «بغض» را به او تقدیم کرد.
مرتضی پاشایی در تاریخ ۱ تیر ۱۳۹۲ نماهنگ «جاده یک‌طرفه» را منتشر کرد که با استقبال بی‌شمار مردم همراه بود. «جاده یک‌طرفه» در زمان حیات و پس از درگذشت مرتضی پاشایی، به دفعات از صدا و سیمای جمهوری اسلامی ایران پخش شد.مرتضی پاشایی با انتشار «جاده یک‌طرفه» در جشن سالانه موسیقی ما در سال ۱۳۹۲ نیز توانست تندیس موسیقی ما به عنوان بهترین قطعه موسیقی پاپ سال ۱۳۹۲ خارج از آلبوم را دریافت کند.
پاشایی پس از آشنایی با محمدرضا گلزار و امین حیایی در یک برنامه، به درخواست محمدرضا گلزار یکی از آهنگ‌هایش به نام «روز برفی» را به وی اهدا کرد.در ابتدا قرار بود این اثر تنها توسط محمدرضا گلزار اجرا شود اما با تصمیم مرتضی پاشایی، این کار به صورت دو صدایی اجرا شد. سرانجام قطعه روز برفی با صدای مرتضی پاشایی و محمدرضا گلزار در اسفند ۱۳۹۲ منتشر شد. پاشایی و گلزار چند بار هم به اجرای زنده این قطعه در کنسرت‌های مرتضی پاشایی پرداختند.
مرتضی پاشایی در نوروز ۱۳۹۳ در بخش کوتاهی از برنامه تلویزیونی فرزاد حسنی که از شبکه دو صدا و سیما پخش می‌شد شرکت کرد و دربارهٔ فعالیت هنری و شرایط شیمی درمانی و بیماریش صحبت کرد. وی عنوان کرد که همه چیز طبق برنامه پیش می‌رود و شیمی درمانی نیز به صورت منظم انجام می‌شود. او سپس به همراه محمد علیزاده به جزیره کیش سفر کرد و علاوه بر برگزاری کنسرت به غواصی رفتند و مرتضی پاشایی پیام نوروزی خود برای هواداران و مردم را در حین غواصی ضبط کرد. پاشایی همچنین در نماهنگ گروهی «فصل بهار» که بازخوانی آهنگ ناصر عبداللهی بود و به مناسبت نوروز ۱۳۹۳ منتشر شد. مرتضی پاشایی قطعه عصر پاییزی را برای مجموعه تلویزیونی به همین نام ساخته بود اما مسئولان صدا و سیمای جمهوری اسلامی ایران به آن مجوز ندادند و پاشایی نیز عصر پاییزی را در اینترنت منتشر کرد که به یکی از محبوب‌ترین ترانه‌هایش تبدیل شد.
به گفته مدیر برنامه مرتضی پاشایی: «متأسفانه مرتضی پاشایی در مصاحبه اش با یکی از برنامه‌های تلویزیونی اعلام کرده بود که مافیای صدا و سیما برای برخی خواننده‌هاست و آنها اجازه نمی‌دهند چهره‌های جدید وارد این بخش شوند. همین صحبت‌های باعث شده که مدیران صدا و سیما نام او را حذف کنند.»

## جوایز و نامزدی‌ها

### جشنواره‌ها
| سال  | رده                                           | نام قطعه     | جشنواره                            | جایزه           | نتیجه    |
| ---- | --------------------------------------------- | ------------ | ---------------------------------- | --------------- | -------- |
| ۱۳۹۲ | بهترین قطعه موسیقی پاپ خارج از آلبوم سال ۱۳۹۲ | جاده یک طرفه | دومین جشن موسیقی ما                | تندیس موسیقی ما | برنده    |
| ۱۳۹۴ | بهترین قطعه موسیقی پاپ خارج از آلبوم سال ۱۳۹۳ | نگران منی    | سومین جشن موسیقی ما                | تندیس موسیقی ما | برنده    |
| ۱۳۹۴ | بهترین آهنگساز موسیقی پاپ سال ۱۳۹۴            | اسمش عشقه    | سی و یکمین دوره جشنواره موسیقی فجر | جایزه باربد     | نامزدشده |

### نظرسنجی‌ها
| سال         | عنوان                 | خبرگزاری     | نتیجه |
| ----------- | --------------------- | ------------ | ----- |
| ۱۳۹۳        | شخصیت منتخب سال ۱۳۹۳  | بی‌بی‌سی فارسی | برنده |
| ۲۰۱۴ تاکنون | ده خواننده برتر ایران | تاپ‌تنز       | برنده |

## بیماری
در آذر سال ۱۳۹۲ بیماری سرطان مرتضی پاشایی، توسط پزشکان تشخیص داده شد. او به شیمی درمانی پرداخته و یک بار هم مورد عمل جراحی قرار گرفت. مدیر برنامه وی در ابتدا درمورد بیماری پاشایی، زخم معده را عنوان کرد اما سپس خبر ابتلای وی به سرطان، توسط رسانه‌ها منتشر شد. بدن او به مرور زمان ضعیف و دچار کمبود وزن شد و به علت ریزش مو با یک کلاه قهوه‌ای بر روی صحنه ظاهر می‌شد. مرتضی پاشایی عصر جمعه ۱۶ آبان ۱۳۹۳ به بخش مراقبت‌های ویژه بیمارستان بهمن منتقل شد. علت انتقال این خواننده به بخش مراقبت‌های ویژه تب شدید عنوان شد. به‌دلیل شرایط خاص مرتضی پاشایی، پزشکان ملاقات با وی را ممنوع کردند؛ با این حال، عصر یکشنبه ۱۸ آبان تعداد زیادی هنرمندان برای ملاقات با او و افزایش روحیهٔ مرتضی پاشایی در بیمارستان بهمن حاضر شدند و لحظاتی کوتاه در کنارش بودند. همچنین، در ۲۰ آبان معاون هنری وزارت فرهنگ و ارشاد اسلامی ایران و مدیرعامل انجمن موسیقی ایران از وی عیادت کرده بودند.

## درگذشت

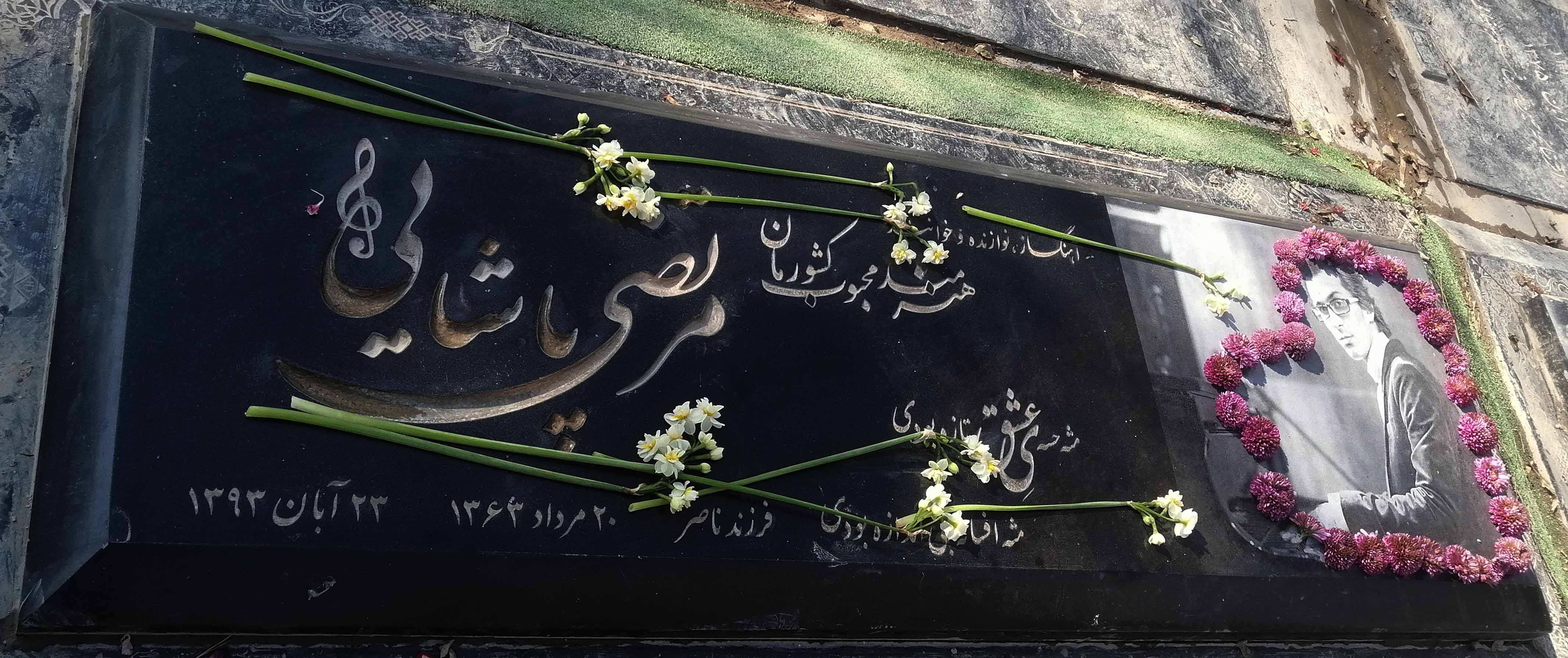

پاشایی، در ۱۳ آبان ۱۳۹۳ به علت شرایط وخیم بیماری سرطان معده در بیمارستان بهمن تهران بستری شد و بر اثر این بیماری، صبح روز جمعه بیست‌وسوم آبان ۱۳۹۳ (حدود ساعت ۱۰:۳۰ صبح) در بیمارستان بهمنِ تهران درگذشت.

### مستند آقای خاص
ساخت فیلم مستند مرتضی پاشایی از زندگی و آثار او که از مدتی قبل از مرگ وی با عنوان «آقای خاص» به کارگردانی شاهین صمدپور آغاز گردیده بود پس از ضبط مراحل نهایی پس از درگذشت وی به پایان رسید و مجموع تصاویر برای تدوین به سید جواد هاشمی رسید. این مستند قرار بود بعد از سالگرد وی پخش شود که به علت اختلافات خانواده مرتضی پاشایی به صورت گسترده پخش نشد و گزیده‌ای از این مستند در فضای مجازی پخش گردید.

### مستند روزهای سخت
مستند روزهای سخت نام مستندی است که از روزهای آخر زندگی مرتضی پاشایی و حال و هوای بیمارستان بهمن، هنرمندان و مردم توسط بهمن بابازاده (خبرنگار موسیقی ما) در سال ۱۳۹۵ تولید و به انتشار رسیده است.

### حاشیه‌های پس از درگذشت
پس از مرگ وی، برخی رسانه‌ها عکس‌ها و فیلم‌هایی از لحظات پایانیِ عمر وی در بیمارستان منتشر کردند که با گلایهٔ خانوادهٔ وی همراه شد. درگیری‌های پراکنده بین پلیس و تجمع‌کنندگان در مراسم یادبود وی روی داد.
حاشیه‌های پس از مرگ پاشایی تا مدت‌ها پس از مرگ وی ادامه داشت و خبرهای ضد و نقیض گوناگونی در مورد او و به ویژه در مورد آثار وی منتشر شد؛ و خانمی خود را نامزد پاشایی معرفی کرد که خانواده مرتضی پاشایی این خبر را کاملاً تکذیب کردند.
پدر مرتضی پاشایی در خرداد ماه ۱۳۹۴ (هفت ماه پس از فوت مرتضی پاشایی) در بیانیه‌ای اعلام کرد: (شرایط) همه اعضای این خانواده به گونه‌ای است که در امور مادی و مالی استغناء داشته و هیچ گونه چشم‌داشتی به اموال حرام و ناحق نداشته‌اند، اما متأسفانه عده‌ای از افراد، اهداف ناروای خود را به ما نسبت داده و با فرافکنی، سعی در تشویش اذهان عمومی داشته تا از طریق این جوسازی‌ها بتوانند به قول معروف، کلاهی از این نمد برای خود بدوزند.
وی با تأکید بر این موضوع که مرتضی پاشایی در مورد واگذاری امتیاز تولید و پخش آخرین آلبوم به یادگار مانده از خود با هیچ فرد یا موسسه‌ای قراردادی منعقد نکرده و مالکیت مادی و معنوی این اثر هنری متعلق به خانواده وی است عنوان داشت: کسانی که ادعای سهم خواهی و بعضاً شراکت در این آلبوم را دارند می‌بایست بدانند که ادعای آنان فاقد وجاهت حقوقی و قانونی است. همه عوامل دخیل در تولید این آلبوم، حقوق مادی خود را گرفته، حتی بعضی از آن‌ها بیش از مبالغ متعارف نیز دستمزد خود را دریافت کرده‌اند.
آلبوم آخر پاشایی پس از درگذشت وی، در ۲۶ مرداد ۱۳۹۴ منتشر شد و در بدو انتشار، با استقبال گسترده‌ای مواجه شد.
- هم‌زمان با اولین سالگرد مرتضی پاشایی، کتاب سی که به شرح حال زندگی وی پرداخته است توسط انتشارات آرنا منتشر شد.[۸۷]

#### واکنش خودجوش
از هنگام بستری شدن وی در بیمارستان، مردم در برابر بیمارستان حضور یافته بودند که با انتشار خبر درگذشت وی بر جمعیت افزوده شد. در پی درگذشت وی، تجمع‌های خودجوشی در سراسر ایران ایجاد شد و مردم به همخوانیِ ترانه‌های او پرداختند. همچنین جمعه‌شب در برخی پارک‌های تهران ازجمله پارک لاله و بوستان آب و آتش و همچنین در پارک‌هایی در شهرهای دیگرِ ایران از جمله مشهد، اصفهان، گرگان، اهواز و … اجتماعات مردمی به یاد وی برگزار شد.
انتشار آهنگ‌های وی در بیستمین نمایشگاه مطبوعات و رسانه‌ها، هم‌زمان با انتشار خبر درگذشت او جوّ خاصی به این نمایشگاه داده بود.
بسیاری از مردم در برابر برج میلاد تهران اجتماع کردند که باعث بسته شدن ورودی برج شد. این اجتماع هم‌زمان با اجرای کنسرت وداع توسط حسام‌الدین سراج بود. سیدمحمد میرزمانی، رهبر کنسرت هم گفت: «معمولاً مرسوم نیست که رهبر ارکستر روی صحنهٔ اجرا صحبت کند، اما ازآنجاکه شنیده‌ام امروز مرتضی پاشایی فوت کرده است، درگذشت این هنرمند جوان را تسلیت می‌گویم.» رویدادهای پس از مرگِ پاشایی و استقبال گسترده از مراسم تشییع پیکر او باعث بحث‌هایی میان تحلیل‌گران شد، که در میان آن‌ها موافقان و مخالفان تحلیل‌های خود را ارائه می‌کردند.

## پدیده پاشایی

### واکنش شخصیت‌ها
- هنرمندان و ورزشکارانی همچون حبیب، رضا بنفشه‌خواه، ایرج نوذری، علی فروتن، محمود افشاردوست،[۹۵] سید حسن،[۹۶] قاضی‌زاده هاشمی،[۹۷] کارلوس کی‌روش،[۹۸] سردار آزمون، سید جلال حسینی، سروش رفیعی، امیرحسین علیزادگان،[۹۹] آلن ایر،[۱۰۰][۱۰۱] علی دایی، علی کریمی، فرهاد مجیدی، بهنام صفوی، مهناز افشار، الناز شاکردوست، طناز طباطبایی، نیوشا ضیغمی، پریناز ایزدیار، سحر دولتشاهی، روناک یونسی، مهدی ماهانی، محسن تنابنده، مهدی پاکدل، محمود گلزاری و یحیی کمالی‌پور … درگذشت مرتضی پاشایی را تسلیت گفتند.[۱۰۲][۱۰۳]
- مهدی طارمی بازیکن تیم فوتبال پرسپولیس و تیم ملی فوتبال ایران در بازی مقابل استقلال تهران در تاریخ دوم آذر ۱۳۹۳ پس از پایان مسابقه با پیراهنی منقش به عکس مرتضی پاشایی جلوی تماشاگران ظاهر شد که بسیاری از فوتبال دوستان این حرکت او را تحسین کردند.
- احسان حاج‌صفی بازیکن تیم ملی فوتبال ایران پس از گل‌زنی به تیم فوتبال پیکان تهران پیراهنی را نشان داد که بر روی آن عکس مرتضی پاشایی نقش بسته بود. صفحه مرتضی پاشایی در اینستاگرام که توسط دوستداران این هنرمند اداره می‌شود با انتشار یک عکس نوشت: «احسان حاج‌صفی عزیز با تقدیم گل غرور آفرینش به مرتضی نشان داد که در عین حال که ورزشکار بزرگیه، هنر دوست و هنرمند هم هست. ازش به خاطر این پیروزی و این حرکت هنرمندانه بینهایت تشکر می‌کنم».

### واکنش جامعه‌شناسان
پدیده پاشایی بیانگر پدیدهٔ اجتماعی ناشناخته یا فروخفته ایست که در قالب ابراز احساسات جمعی در تجمعات کم‌نظیر مرگ و تشییع خواننده پاپ ایرانی مرتضی پاشایی خود را نشان داد. این پدیده توسط جامعه شناسان علت یابی شده و مورد بازشناسی و بررسی قرار گرفته است.
بعضی کارشناسان آن را پدیده عاطفی در برابر فشار مدرنیته دانستند.
- یوسف اباذری، جامعه‌شناس، در بخشی از اظهارات جنجال‌برانگیز خود گفت: «وقتی قرار است سیاست‌زدایی انجام شود، لاجرم چنین وقایعی پیش می‌آید. متوسل می‌شوند به خوانندگان پاپ برای اینکه جای سیاست واقعی را بگیرند.».[۱۰۵]

در این میان این پدیده از نظر بررسی ارزشی منتقدان و مدافعانی و مخالفانی داشت.
- در روز ۱۸ آذر سال ۱۳۹۳، جلسه‌ای در خصوص «پدیدارشناسی فرهنگی یک مرگ؛ بررسی جامعه شناختی پدیده درگذشت مرتضی پاشایی» در تهران برگزار شد. در این جلسه «حمیدرضا جلایی‌پور» تبلیغات را عامل مهمی برای تشکیل جمعیت برشمرد. «محمد سعید ذکایی» گفت: «به اعتقاد من تجربه پاشایی یک نوع اجتماع گرایی پست مدرن یا یک مشارکت عاطفی و اظهاری است.» محمود شهابی این رخداد را مصداق «تخطی کارناوالی» دانست. نعمت‌الله فاضلی دلیل پدیده شدن پاشایی را حرکت به سوی «کلانشهری شدن» دانست. «مهدی منتظر قائم» و «محمدامین قانعی‌راد» این واقعه را کم‌نظیر ندانستند. همچنین یوسف اباذری در این جلسه موسیقی پاشایی را «مبتذل و فالش» توصیف کرد و توجه جوانان به آن را نشانه افت فرهنگی دانست که با اعتراض افراد حاضر مواجه شد.[۱۰۷]
- حسین باستانی آن را نشانه پیش‌بینی ناپذیری مردم ایران دانست.[۱۰۸]
- فرنوش امیرشاهی آن را نشان دهندهٔ اهمیت بررسی خلاهای احتمالی موجود با بدنهٔ جامعه دانست. برخی صاحبنظران گستردگی حضور مردم را نشانهٔ فاصله داشتن نظام جمهوری اسلامی و روشنفکران با تفکر عرصهٔ عمومی عنوان کردند و حضور گستردهٔ مردم با دوربین‌های موبایل، نشانهٔ اثرگذاری شبکه‌های اجتماعی دانسته شد.[۱۰۹]
- به اعتقاد لیلی نیکونظر، در تجمع مردم برای تشییع خواننده پاپ «یک سرکشی از امر مسلط» نهفته است.[۱۱۰]
- پیام یزدانجو، پای فشردن روشنفکران بر متعجب شدن از این رخداد و ارائهٔ تحلیل‌های متعدد از آن را ناشی از تمایل آنان به «پدیده‌سازی» برای انجام کار خود عنوان کرد.[۱۱۱]
- حسن تأمینی نمایندهٔ وقتِ مردم رشت در مجلس شورای اسلامی ایران آن زمان، در نطق میان دستور خود با اشاره به درگذشت مرتضی پاشایی و ترافیک سنگینی که در محل تشییع پیکر او به وجود آمده بود، گفت باید از این مسئله درس بگیریم. مرتضی پاشایی نه راست بود نه چپ بود و نه سیاسی بود، فقط در موسیقی کار می‌کرد. این نشان می‌دهد باید از مسائل حاشیه‌ای و اینکه مردم هنوز تشنه محبت هستند درس بگیریم.[۱۱۲][۱۱۳]

ابعادی از این پدیده در فضای مجازی و رسانه‌ها پس از آن هم ادامه داشت و دارد.

### تشییع
مراسم تشییع و خاکسپاری وی در روز یک‌شنبه ۲۵ آبان ۱۳۹۳ از مقابل تالار وحدت تهران برگزار شد. با وجود قرار داشتن تهران در وضعیت بحرانیِ ناشی از وارونگی هوا، جمعیت کثیری از مردم شرکت کردند. یکی از مسئولان راهنمایی و رانندگی تهران، با اشاره به انسداد مسیر پل حافظ تا خیابان جمهوری اسلامی به‌دلیل حضور گستردهٔ مردم، اظهار داشت: طول خیابان ولیعصر و حافظ با بار ترافیکی سنگین مواجه شده است. جمعی از مردم از استان‌های همجوار تهران خود را به مراسم تشییع و خاکسپاری پیکر وی رسانده بودند. برای بهبود ترافیک، پلیس راهنمایی و رانندگی در بهشت زهرا و تالار وحدت حضور یافت. همچنین، به‌دلیل ازدحام در بهشت زهرا، دفن پیکر وی در قطعهٔ هنرمندان بهشت زهرا، با تأخیر، شبانه انجام شد.

## حواشی پیش از درگذشت

### پخش نشدن «عصر پاییزی» از تلویزیون
تک آهنگ «عصر پاییزی» از مرتضی پاشایی و با ترانه‌سرایی مهرزاد امیرخانی که برای مجموعه‌ای به همین نام ساخته شده بود و قرار بود به عنوان تیتراژ این سریال از صدا و سیما پخش شود، به روی آنتن نرفت.
«مهدی کرد» (مدیر برنامه‌های مرتضی پاشایی)، در این باره و دلایل روی آنتن نرفتن این قطعه به «موسیقی ما» گفت: «متأسفانه در دقیقه نود اعلام کردند که این تیتراژ غیرقابل پخش است. ظاهراً از سوی مدیران صدا و سیما اعلام کرده بودند که تیتراژ این سریال باید با صدای دو خواننده دیگر روی آنتن برود و تهیه‌کننده هم مقاومت کرد و همین باعث شد که تیتراژ بدون حضور هیچ خواننده روی آنتن برود». وی افزود: «متأسفانه مرتضی پاشایی در مصاحبه‌اش با یکی از برنامه‌های تلویزیونی اعلام کرده بود که مافیای صدا و سیما برای برخی خواننده‌هاست و آنها اجازه نمی‌دهند چهره‌های جدید وارد این بخش شوند. همین صحبت‌های باعث شده که مدیران صدا و سیما نام او را حذف کنند.»

### شایعه اعتیاد
به علت عدم اطلاع‌رسانی‌ها دربارهٔ بیماری مرتضی پاشایی و کاهش وزن شدید او اواخر سال ۱۳۹۲، حواشی مبنی بر اعتیاد مرتضی پاشایی به راه افتاد. مرتضی پاشایی سرانجام در اردیبهشت سال ۱۳۹۳، در یک مصاحبه با مجله آرمانی این موضوع را تکذیب و به صحبت دربارهٔ بیماری‌اش پرداخت.

### رقص هواداران در کنسرت برازجان
در کنسرت مرتضی پاشایی که در تاریخ ۲۳ خرداد ۱۳۹۳ برگزار شد، هوادران وی از صندلی برخواسته و به رقص به صورت مختلط پرداختند. مرتضی پاشایی به جلوی سن آمد و با دست زدن به تشویق هوادارنش پرداخت. این اتفاق باعث شد تا اتاق فرمان چراغ‌های سالن را خاموش کند و مدتی از کنسرت در تاریکی پیش برود. پس از اتمام کنسرت، امام جمعه برازجان به اجرای پاشایی و رقص هوادارنش به صورت مختلط اعتراض کرد. عده ای دیگر از روحانیون نیز از صحبت‌های امام جمعه برازجان حمایت کردند. از چند روز پیش از انتشار تبلیغات برای برگزاری کنسرت مرتضی پاشایی هم‌زمان با روز نیمه شعبان در شهر برازجان، عده ای تخریب و اعتراض خود راجع به این موضوع را آغاز نمودند تا آنجا که طوماری در مخالفت با برگزاری این کنسرت را در مسجد جامع برازجان تدارک دیده و شروع به جمع‌آوری امضا مخالفان کردند.
با این حال منابع آگاه و مطلع، از برگزاری قطعی این کنسرت در تاریخ ۲۳ خرداد خبر دادند و گفتند: «مسئولان استان از برگزاری کنسرت‌هایی که مجوز رسمی، مصوب و قانونی کشور برای اجرا دارند قاطعانه حمایت می‌کنند و در این رابطه با هر گونه بی قانونی، اغتشاش، ناامنی و اخلال برخورد قانونی خواهند کرد.»

### حمایت از قربانیان اسیدپاشی اصفهان
مرتضی پاشایی در حمایت از قربانیان اسیدپاشی در شهر اصفهان نوشت: اسیدپاشی یعنی مرگ انسانیت.

### شایعه درگذشت
از زمان انتشار خبر ابتلای مرتضی پاشایی به بیماری سرطان معده، تا پیش از فوت وی در ۲۳ آبان ۱۳۹۳، شایعه درگذشت وی به کرات از رسانه‌ها پخش می‌شد و عده ای نیز در فضای مجازی به پخش این شایعه می‌پرداختند. مرتضی پاشایی چندین بار به این موضوع واکنش نشان داده بود و اظهار کرده بود که این نوع شایعات اطرافیانش را می‌رنجاند.

## حواشی پس از درگذشت

### انتشار تصاویر و فیلم لحظات آخر مرتضی پاشایی
پس از مرگ وی، برخی رسانه‌ها عکس‌ها و فیلم‌هایی از لحظات پایانیِ عمر وی در بیمارستان منتشر کردند که با گلایهٔ خانوادهٔ وی همراه شد.
با وجود آنکه اجتماعات خودجوش پس از درگذشت وی بار دیگر قدرت شبکه‌های اجتماعی در ایران را نشان داد، برخی رفتار مردم از جمله اجتماع و سروصدا در مقابل بیمارستان و همچنین انتشار فیلم لحظات آخر حیات وی در بیمارستان در شبکه‌های اجتماعی واکنش‌های انتقاد آمیز فراوانی را خصوصاً از سوی مادر وی برانگیخت. همچنین علاقه‌مندی برخی مردم به دیدن و منتشر ساختن این فیلم نیز مورد انتقاد شدید جامعه شناسان و رسانه‌ها بود. پیش از این هم فیلم‌برداری از بیماران در بیمارستانها و انتشار آن توسط کادر پزشکی انتقادات فراوانی را برانگیخته بود و حتی به گفته برخی رسانه‌ها به یک مورد خودکشی بیمار انجامیده بود.
صدا و سیما جمهوری اسلامی ایران در تاریخ ۴ دی ۱۳۹۳، گزارشی با عنوان «چه کسی از لحظات آخر پاشایی فیلم گرفت؟» را منتشر کرد. تیم خبری در این گزارش به بیمارستان بهمن رفتند و با عوامل، پرسنل، پرستاران و پزشک معالج مرتضی پاشایی مصاحبه کردند.
به گزارش شبکه خبر وزیر بهداشت نیز از همان ابتدا با تأکید دربارهٔ حفظ حریم شخصی بیماران در بیمارستان‌ها، دربارهٔ اتفاق مربوط به پاشایی دستور رسیدگی فوری داد تا مشخص شود در آن ساعات و در سالن مربوطه چه کسانی حضور داشته‌اند و امکان فیلمبرداری از سوی چه افرادی وجود داشته است.
پرسنل بیمارستان گفتند: «دوربین‌های بیمارستان دو روز آخر بستری آقای پاشایی را به‌طور کامل ضبط کرده است تا مبادا خبط و خطایی از سوی پرستاران و پرسنل بیمارستان سر به زند.» به گفته پرسنل بیمارستان بهمن، تعداد زیادی از همراهان، دوستان و بعضی طرفداران مرتضی پاشایی که با وی عیادت کردند از او فیلم و عکس گرفتند.
برخی نشریات و مدیر برنامه‌های موسیقی زرد نیز برای تبلیغ، تعدادی از خوانندگان را به عیادت وی به بیمارستان برده بودند و همچنین شایعه شده بود که ساعت ۶ عصر اجتماعی با حضور رضا صادقی برگزار می‌شود که واکنش منفی وی را به این شایعه سازی‌ها در پی داشت.
روزنامه خراسان پلیس مشهد را به دلیل برخورد با هواداران پاشایی مورد انتقاد قرار داد.

#### واکنش پزشک معالج مرتضی پاشایی
دکتر حسن توکلی (پزشک معالج مرتضی پاشایی در زمان بیماری) در خصوص انتشار بعضی تصاویر از مرتضی پاشایی در فضای مجازی گفت: آن تصاویر مربوط به لحظات پایانی مرحوم پاشایی نبوده است. از چهارشنبه شب، هرگونه اقدام درمانی برای مرتضی پاشایی با هماهنگی پدر و دوستان نزدیکش انجام می‌گرفت. چهارشنبه شب مرتضی پاشایی مقداری دچار بی‌قراری و اضطراب شده بود و این نکته گفتنی است که او بسیار سر سخت بود و با بیماری‌اش می‌جنگید. با همفکری پزشک ICU و خانواده برایش داروی بیهوشی خاصی استفاده کردیم و او را به خواب بردیم تا درد نکشد. از حدود ۲۰:۳۰ تا ۲۱ پنج شنبه شب دچار اختلال در تنفس شد که ناچار شدیم از دستگاه ونتیلاتور برای تنفسش استفاده کنیم و ساعت حدود ۸ صبح روز جمعه، دچار اختلالاتی در ریتم قلب و در نهایت ایست قلبی شد.
پزشک معالج مرتضی پاشایی در حالی که متأثر شده بود، ادامه داد: مرتضی پاشایی بیش از ۲ هفته در یکی از بخش‌های ICU بستری بود. او فرد بسیار محبوبی بود و من هم علاقه بسیار زیادی به او داشتم. مراجعات بسیار زیادی داشت و این اواخر تا صبح در لابی بیمارستان بهمن ۳۰۰ تا ۴۰۰ نفر منتظر دیدن او بودند. بعضی از مسئولین هم برای عیادت وی آمده بودند. دکتر توکلی در پاسخ به خبرنگار ما در خصوص فیلم منتشر شده از مرتضی پاشایی گفت: آن فیلم مربوط به لحظات آخر وی نبوده است و مهم نیست که چه کسی این کار را انجام داده، مهم این است که کار درستی انجام نداده است.
دکتر توکلی در مورد نحوه برخورد با افرادی که اینگونه رفتارها را انجام می‌دهند گفت: قطعاً باید برخورد کرد ولی صرفاً برخورد فیزیکی مؤثر نیست و باید کار فرهنگی شود و مردم متوجه این موضوع باشند که وارد حریم شخصی و خصوصی افراد نشود. دکتر توکلی در خصوص تیم درمانی مرتضی پاشایی توضیح داد: تیم پزشکی متشکل از ۱۰ متخصص، درمان مرتضی پاشایی را بر عهده داشتند و متخصصین خون، رادیوتراپی، متخصص آنکولوژی، رادیو لوژیست، گوارش، درد، بیهوشی و… با هم برای درمانش تلاش می‌کردند و برای بیماری که ریه، کبد و مغز استخوان وی درگیر سرطان شده کاری نمی‌توان انجام داد و ما تمام توانمان را بکار بردیم.
توکلی در ادامه شایعه سکته و استفاده از داریوی اشتباه برای مرتضی پاشایی را تکذیب کرد.

### اختلافات میان خانواده پاشایی و مدیر برنامه
پس از چهلمین روز درگذشت مرتضی پاشایی، خانواده وی خبر از انتشار آخرین آلبوم وی به نام اسمش عشقه دادند. خبری که به سرعت توسط رسانه‌های مختلف بازتاب داده شد. در یک مصاحبه با خانواده پاشایی و در پاسخ به سؤال اینکه آیا برای انتشار آلبوم آخر مرتضی پاشایی با مهدی کرد (مدیر برنامه و تهیه‌کننده آثار پاشایی) همکاری می‌کنید، پدر مرتضی پاشایی عنوان کرد: هرگونه قرارداد یا مذاکرات با همکاران مرتضی پاشایی تا زمانی اعتبار داشت که مرتضی در قید حیات بود. اکنون تمام آثار در اختیار خانواده است و تصمیم و مدیریت اجرایی آلبوم و آثار به جا مانده بر عهده خانواده است. چند ماه بعد، خانواده پاشایی اعلام کردند که برای انتشار آخرین آلبوم مرتضی پاشایی در حال مذاکره با مهدی کرد (مدیر برنامه‌ها و تهیه‌کننده مرتضی پاشایی) هستند اما پس از مدتی، مجدداً اعلام کردند که برای انتشار آلبوم با تهیه‌کننده آثار پاشایی، هیچ گونه مذاکرات و همکاری صورت نگرفته است.

### اختلاف میان خانواده پاشایی و مهرزاد امیرخانی
پس از فوت مرتضی پاشایی، خانواده وی از همکاری و ارتباط کاری با مهرزاد امیرخانی امتناع کردند. مهرزاد امیرخانی علت این قطع همکاری را مصاحبه ای عنوان کرد که پس از فوت مرتضی پاشایی انجام داده بود و باعث مکدر شدن خانواده پاشایی شده بود. مهرزاد امیرخانی عنوان کرد که با وجود واگذار کردن حقوق مادی و معنوی اش به عنوان ترانه‌سرا، تولید و پخش آلبوم اسمش عشقه کاملاً بدون مشورت و همکاری با او صورت گرفته است. امیرخانی همچنین در مصاحبه ای عنوان کرد که دخالت خانواده مرتضی پاشایی در حرفه ای که به آن تسلطی ندارند باعث لطمه دیدن فعالیت هنری مرتضی پاشایی می‌شود. وی همچنین عنوان کرده بود که حقوق مادی خود را از ترانه‌های آلبوم اسمش عشقه به عنوان ترانه‌سرا، به‌طور کامل دریافت نکرده است. خانواده پاشایی با این حال این ادعا را رد و تکذیب کرده و اذعان کردند: تمام افرادی که در ساخت آلبوم تأثیر داشته‌اند حتی بیش از حد نیز دستمزد دریافت کرده‌اند.

### آلبوم اسمش عشقه
آلبوم اسمش عشقه سرانجام پس از حواشی بسیار و اختلافات میان عوامل و خانواده پاشایی، با چند ماه تأخیر در تابستان ۱۳۹۴ منتشر شد. مرتضی پاشایی و میلاد ترابی، آهنگسازان قطعات این آلبوم، مهرزاد امیرخانی، ترانه‌سرای قطعات و آرش پاکزاد، معین راهبر، میلاد ترابی، ایمان احمدزاده و محمد فلاحی، تنظیم کنندگان این آلبوم بودند. مهرزاد امیرخانی، سراینده تمامی اشعار آلبوم، دربارهٔ منتشر شدن آلبوم اذعان کرد که آلبوم نیمه تمام بوده و با کیفیت مطلوب به انتشار نرسیده است و خانواده پاشایی توانایی مدیریت اجرایی آلبوم را به درستی انجام نداده‌اند: «اگر مرتضی زنده بود، محال بود همچین آلبومی به بازار عرضه شود».
همچنین میلاد ترابی، تنظیم کننده و آهنگساز برخی قطعات آلبوم، چند سال پس از انتشار آلبوم عنوان کرد که تحت هیچ شرایطی خواستار تحویل دادن قطعات و ووکال‌های مرتضی پاشایی به خانواده وی نبوده و در پی فشار اطرافیان، قطعات را واگذار کرده است. ترابی همچنین در مصاحبه‌ای عنوان کرد که خانواده وی زحمات و فعالیت یک عمر مرتضی پاشایی را با این عمل بی‌فکر و اشتباه تباه کرده‌اند. در نهایت پس از انتشار آلبوم اسمش عشقه، با وجود پخش شدن قطعات جدید و به جا مانده از مرتضی پاشایی، همکاران و افرادی که در زمان فعالیت هنری مرتضی پاشایی با وی همکاری داشتند، با خانواده پاشایی قطع همکاری کرده و در قطعات منتشر شده پس از آلبوم با خانواده وی همکاری نکردند.

## ترانه‌شناسی
| نام آلبوم | تاریخ انتشار | شرکت انتشار دهنده   |
| --------- | ------------ | ------------------- |
| گل بیتا   | ۱۳۸۸         | اینترنتی            |
| یکی هست   | ۱۳۹۱         | تصویر گستر پاسارگاد |
| اسمش عشقه | ۱۳۹۴         | دنیای هنر           |
| گل بیتا ۲ | ۱۳۹۴         | آوای سمان           |